# جورج سميث (لاعب كرة قدم أمريكية)
جورج سميث (بالإنجليزية: George Smith)‏ هو لاعب كرة قدم أمريكية أمريكي، ولد في 13 يونيو 1914 في لوس أنجلوس في الولايات المتحدة، وتوفي في 5 مارس 1986.

## وصلات خارجية
- جورج سميث على موقع مرجع كرة القدم المحترفة.كوم (الإنجليزية)